# Heinrich Auspitz

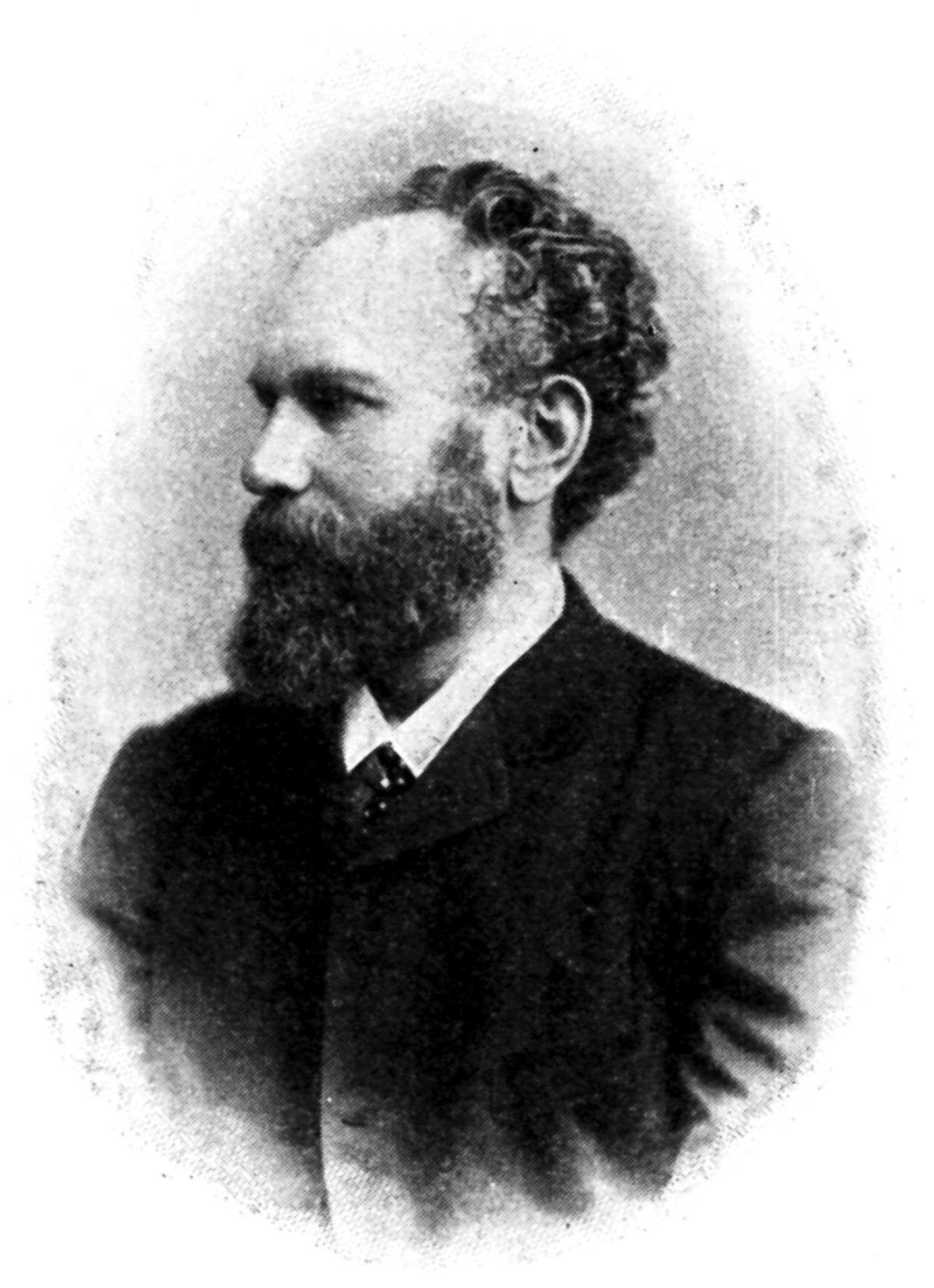
Heinrich Auspitz

Carl Heinrich Auspitz (* 2. September 1835 in Nikolsburg (Mikulov); † 23. Mai 1886 in Wien) war ein österreichischer Dermatologe.

## Biografie
Heinrich Auspitz kam als Sohn des Wundarztes Moritz Auspitz (1803–1880) in Mähren zur Welt, sein jüngerer Bruder war Leopold Auspitz (* 5. Dezember 1838; † 23. Februar 1907), k.k. Generalmajor und Schriftsteller. Im Jahre 1840 trat der Vater eine Stelle am jüdischen Hospital in Wien an, um seinen Söhnen eine bessere Ausbildung zu ermöglichen. Er war in Nikolsburg Patron der Chirurgie, nun machte er neben der Arbeit seine Matura, um den Doktor zu erwerben und nach 1848 die Stelle des Primar-Chirurgen zu übernehmen.
Heinrich machte sein Abitur, studierte in Wien Medizin und wurde 1858 promoviert. Unter seinen Lehrern war der Dermatologe Ferdinand von Hebra, mit dessen Sohn Hans er eng befreundet war. 1863 wurde Auspitz an der Universität Wien für Dermatologie und Syphilidologie habilitiert. Ab 1864 arbeitete Auspitz am Histologischen Institut von Carl Wedl.
Am 16. Juli 1865 schloss er die Ehe mit der begabtesten Schülerin Smetanas, Auguste Kolářova (* 19. März 1844 in Prag; † 23. Dezember 1878), welche als Pianistin und Komponistin unter dem Namen Auguste Auspitz-Kolár bekannt wurde.
Zusammen mit Filip Josef Pick (1834–1910), Ordinarius in Prag, gründete er im Jahre 1869 die erste deutschsprachige Zeitschrift für Dermatologie, das Archiv für Dermatologie und Syphilis. Seine Studie „Zur Abhängigkeit von Epidermis und Korium“ erschien 1870, trotzdem bekam er keine Anstellung an einer Klinik. Daraufhin eröffnete er zusammen mit Kollegen die Allgemeine Poliklinik Wien mit verschiedenen Fachabteilungen, deren Direktor er 1872 wurde. Als außerordentlicher Professor ab 1875 führte er im Folgejahr die Kürettage und die Chemochirurgie in der Therapie von Hauterkrankungen ein. 1882 wurde er zum Mitglied der Gelehrtenakademie Leopoldina gewählt. Auspitz unterschied 1881 angioneurotische Dermatosen von den einfachen entzündlichen Hautveränderungen.
Im Jahr 1884 wurde er ordentlicher Professor und Direktor der zweiten Abteilung für Syphilis im Allgemeinen Krankenhaus in Wien. Als er 1886 an einem Herzleiden starb, hatte er auch seinen Sohn Hans (* um 1875; † Januar 1879) überlebt. Er wurde am 25. Mai 1886 auf dem Wiener Zentralfriedhof in der Familiengrabstätte 16/E/3/12 bestattet.

## Heinrich Auspitz Preis
Ihm zu Ehren vergibt die Österreichische Gesellschaft für Dermatologie und Venerologie (ÖGDV) den "Heinrich Auspitz Preis". Er wird seit 2005 jährlich vergeben und ist mit 10.000 Euro dotiert.
Die Preisträger seit Einführung des Heinrich-Auspitz-Preises sind:

2020: Johanna Strobl und Izabella Borek 

2019: Dominik Klaver und Vijay Kumar Patra 

2018: Stanislava Tzaneva und Pablo Augusto Vieyra Garcia 

2017: Patricia Freire und Nitesh Shirsath 

2016: Stefan Blunder und Johannes Griss 

2015: Elisabeth Glitzner und Tamara Kopp 

2014: Marie-Charlotte Brüggen 

2013: Partick Brunner und Katharina Grabmeier-Pfistershammer 

2012: Stephan N. Wagner 

2011: Ahmad Jalili, Wien 

2010: Peter Wolf 

2009: Christopher Schuster 

2009: Sandrine Dubrac 

2008: Hans Skvara 

2007: Georg Stary 

2006: Patrizia Stoitzner 

2005: Dieter Maurer

## Auspitz-Phänomen
Wichtiges diagnostisches Phänomen der Psoriasis vulgaris. Nach Abkratzen der parakeratotischen Hornschicht und Eröffnung der dicht unter der verdünnten Epidermis liegenden Kapillaren ist eine punktförmige Blutung zu beobachten, als "Zeichen des blutigen Taues" oder auch "Auspitz-Phänomen" bekannt. Diese Erscheinung wurde bereits 1867 durch Ferdinand von Hebra in seinem "Atlas der Hautkrankheiten" beschrieben. Da Auspitz dieses diagnostische Merkmal als solches bekannt machte, wird es heute mit seinem Namen in Verbindung gebracht.

## Schriften (Auswahl)
- Smallpox pamphlets (= Indiana State Board of Health, Louisiana). 1842.
- Über die mechanische Behandlung von Hautkrankheiten.
- Über die Zellen-Infiltrationen der Lederhaut bei Lupus, Syphilis und Scrofulose. Carl Ueberreuter, 1864.
- Die Lehren vom syphilitischen Contagium und ihre thatsächliche Begründung. Wilhelm Braumüller, Wien 1866. (Reprint: BiblioBazaar 2010, ISBN 978-1-145-86598-3)
- mit Seymour Basch: Untersuchungen zur Anatomie des Blatternprozesses. G. Reimer, 186x
- Die Seife und ihre Wirkung auf die gesunde und kranke Haut. Teudler, 1867.
- Ueber die Resorption ungelöster Stoffe bei Säugethieren. Ueberreuter, 1871.
- Über venöse Stauung in der Haut. Wilhelm Braumüller, Wien 1874.
- Die Bubonen der Leistengegend. Zwei Vorlesungen gehalten an der allgemeinen Poliklinik in Wien im Oktober 1873 (= Wiener Klinik. Ausgabe 12). 1875.
- Zur Pathologie der syphilitischen Initial-Sclerose. 1877.
- Über Lupus syphiliticus und scrophulosus. 1878.
- Über die Excision der syphilitischen Initial-Sclerose. Wilhelm Braumüller, Wien 1878.
- System der Hautkrankheiten. Wilhelm Braumüller, Wien 1881.
- System der Hautkrankheiten. 14. Band, zweite Hälfte, Wilhelm Braumüller, Wien 1881.
- Wien's sanitäre Verhältnisse und Einrichtungen: Festgabe an die Mitglieder der IX. Versammlung des deutschen Vereins für öffentliche Gesundheitspflege und der III. Versammlung des Vereins für Gesundheitstechnik in Wien September 1881. L.W. Seidel & Sohn, 1881.
- Zur Therapie der Hautkrankheiten: Über die Applikation von Arzneistoffen auf die Haut in dünnen, fest haftenden Schichten. 1883.
- Franz von Rinecker in Würzburg †. In: Vierteljahresschrift für Dermatologie. Band 15, 1883, S. 167–171.
- Handbuch der Hautkrankheiten. F.C.W. Vogel, Leipzig 1883.
- Handbuch der Hautkrankheiten. F.C.W. Vogel, Leipzig 1884.
- Adrien Doyon (Übersetzung): Traite de Pathologie et de Therapeutique Generales des Maladies de la Peau. Paris 1887.
- Archiv für Dermatologie und Syphilis. Zweiter Jahrgang, Prag 1870.
- Archiv für Dermatologie und Syphilis. Reprint BiblioBazaar 2010, ISBN 978-1-147-62844-9.
- Archiv für Dermatologie und Syphilis. Reprint BiblioBazaar 2010, ISBN 978-1-147-63657-4.
- Beiträge zu Albert Eulenburgs Real-Encyclopädie der gesammten Heilkunde. Erste Auflage.
  - Band 5 (1881) (Digitalisat), S. 220–226: Favus
  - Band 6 (1881) (Digitalisat), S. 360–375: Hautkrankheiten im Allgemeinen (Systematik); S. 436–439: Herpes tondens
  - Band 8 (1881) (Digitalisat), S. 411–424: Lupus
  - Band 9 (1881) (Digitalisat), S. 12: Mentagra